# Basil Hoffmann
Basil Hoffmann (13 aprile 1976) è uno schermidore svizzero, specializzato nella spada. Ha vinto una medaglia d'argento ai Campionati mondiali di scherma.